# (4350) Shibecha
(4350) Shibecha ist ein Hauptgürtelasteroid, der am 26. Oktober 1989 von Seiji Ueda und Hiroshi Kaneda vom Observatorium in Kushiro-shi aus entdeckt wurde.
Der Asteroid wurde nach einer Kleinstadt, die 47 km nördlich von Kushiro-shi liegt, benannt.